# Let's Escape (Dicte-album)
Let's Escape er titlen på den danske singer-songwriter Dictes 9. studiealbum i eget navn. Det udkom 31. maj 2024 på det danske jazz-label Stunt Records.
Albummet er - ifølge Dicte selv - skrevet i kølvandet på tabet af hendes mor, som hun havde et indimellem kompliceret forhold til. Reflektionerne og reaktionerne efter afskeden er blandt andet udtrykt i teksterne på albummet, der i øvrigt fik 4 af 6 stjerner hos musikmagasinet Gaffa.

## Spor
1. "Mobile Home" - (03:34)
2. "Cry Wolf" - (04:23)
3. "Shoot A Hole In The World" - (02:54)
4. "Bring Back My Man" - (04:06)
5. "The Song For You" - (04:01)
6. "On My Behalf" - (04:26)
7. "Jezabel" - (02:53)
8. "Let's Escape" - (03:51)
9. "You Wanna Dance" - (04:04)
10. "Starchild" - (04:33)